# 內維斯
內維斯是非洲國家聖多美和普林西比的城鎮，也是倫巴縣的首府，位於聖多美島西北部，該鎮有港口設施，是該國的工業重鎮，2005年人口7,392。